# Li Xiaopeng (piłkarz)
Li Xiaopeng (chiń. 李宵鵬; pinyin Lǐ Xiāopéng; ur. 20 czerwca 1975) — chiński piłkarz, występował na pozycji pomocnika.

## Kariera klubowa
Li swoją zawodową karierę piłkarską rozpoczął w roku 1994 w klubie Shandong Luneng, który wówczas nosił nazwę Shangdong Taishan. W pierwszym sezonie tam spędzonym wystąpił tylko w jednym spotkaniu a jego drużyna zajęła piąte miejsce w ligowej tabeli. Od następnego roku zaczął jednak częściej wychodzić w podstawowej jedenastce. W tym klubie występował do końca swojej kariery piłkarskiej, czyli do roku 2005. Łącznie w barwach tej drużyny wystąpił dwieście czternaście razy, strzelił przy tym czterdzieści bramek.

## Kariera reprezentacyjna
W roku 1993 Li wystąpił na Mistrzostwach Świata U-21, na których wystąpił w trzech meczach. W kadrze A zadebiutował siedem lat później. W tym samym roku został powołany przez Velibora Milutinovicia do kadry na Puchar Azji. Na tym turnieju Chińczycy zajęli czwarte miejsce a sam Li zagrał w dwóch meczach. Dwa lata później ten sam selekcjoner powołał go na Mundial. Chiny na tej imprezie nie zdołali wyjść z grupy, zajmując w niej czwarte miejsce. Wychowanek Shandongu wystąpił we wszystkich trzech meczach. W roku 2004 znalazł się w 22-osobowym składzie Chin na następny Puchar Azji. Tym razem jego reprezentacji poszło lepiej, ponieważ zajęli drugą lokatę a on sam zagrał w dwóch spotkaniach (zremisowanym 2:2 z Bahrajnem i zremisowanym 1:1 z Iranem). Łącznie w barwach swojego kraju zagrał trzydzieści osiem razy i trzy razy wpisał się na listę strzelców.